# آناهیتا همتی
آناهیتا همتی (زادهٔ ۱ مرداد ۱۳۵۲) بازیگر اهل ایران است. 
همتی در ۱۳۷۲ با نمایش تنبور نواز به نویسندگی محمد رحمانیان فعالیت خود در تئاتر را آغاز کرد. اولین فیلم او افسانه پوپک طلائی بود که در سال ۱۳۷۶ ساخته شد ولی به نمایش گذاشته نشد. او در مجموعه‌های خانه به دوش (۱۳۸۳) و ترش و شیرین (۱۳۸۶) با کارگردان رضا عطاران همکاری داشته است.

## فیلم‌شناسی

### فیلم‌های سینمایی
| نام فیلم            | سال  | کارگردان            | نقش        |
| ------------------- | ---- | ------------------- | ---------- |
| افسانه پوپک طلائی   | ۱۳۷۶ | خسرو شجاعی          | دوست مهتاب |
| دختری به نام تندر   | ۱۳۷۹ | حمیدرضا آشتیانی‌پور  |            |
| قلب‌های ناآرام       | ۱۳۸۱ | مجید مظفری          |            |
| چند می‌گیری گریه کنی | ۱۳۸۴ | شاهد احمدلو         | زیور       |
| یک جیب پر پول       | ۱۳۸۸ | قدرت‌الله صلح‌میرزایی |            |
| نردبان چوبی         | ۱۳۹۰ | فرشاد ارج           |            |
| روزی که مرد شدم     | ۱۳۹۱ |                     |            |
| گور طلایی           | ۱۳۹۳ |                     |            |
| قهرمانان کوچک       | ۱۳۹۵ | حسین قناعت          | مادر       |
| سلفی با رستم        | ۱۳۹۸ | حسین قناعت          |            |
| والدین امانتی       | ۱۳۹۹ | حسین قناعت          |            |

### مجموعه‌های تلویزیونی
| سال       | نام مجموعه          | کارگردان                 | توضیحات  |
| --------- | ------------------- | ------------------------ | -------- |
| ۱۳۷۴      | دبیرستان خضراء      | اکبر خواجویی             | شبکه دو  |
| ۱۳۷۵      | چشم دل              | رامین گودرزی نژاد        | شبکه یک  |
| ۱۳۷۵      | بهشت گم‌شده          | کامران قدکچیان           | شبکه سه  |
| ۱۳۷۶      | کهنه‌سوار            | اکبر خواجویی             | شبکه سه  |
| ۱۳۷۷      | هتل                 | مرضیه برومند             | شبکه پنج |
| ۱۳۷۷      | تلفن مشترک          | خسرو ملکان               | شبکه یک  |
| ۱۳۷۸      | پدرخوانده           | حمید قدکچیان             | شبکه پنج |
| ۱۳۷۸      | سال‌های خاکستری      | محمدرضا ورزی             | شبکه سحر |
| ۱۳۷۹      | کریم‌خان زند         | محمدرضا ورزی             | شبکه سحر |
| ۱۳۷۹      | امواج جادویی        | محمد عمرانی              | شبکه یک  |
| ۱۳۷۹      | چراغ جادو           | همایون اسعدیان           | شبکه یک  |
| ۱۳۷۹      | برگ بار             | اکبر خواجویی             | شبکه سه  |
| ۱۳۷۹      | روزهای مهتابی       | عباس قنبری و سپهر محمدی  | شبکه پنج |
| ۱۳۸۰      | خانه آرزوها         | حسین سهیلی زاده          | شبکه دو  |
| ۱۳۸۱      | کلانتر              | محسن شاه‌محمدی            | شبکه یک  |
| ۱۳۸۱      | نسیم رویا           | کاظم بلوچی               | شبکه یک  |
| ۱۳۸۲      | طلسم‌شدگان           | داریوش فرهنگ             | شبکه پنج |
| ۱۳۸۲      | آهوی ماه نهم        | مسعود نوابی              | شبکه یک  |
| ۱۳۸۳      | خانه‌به‌دوش           | رضا عطاران               | شبکه سه  |
| ۱۳۸۳      | قلب                 | مسعود تکاور              | شبکه پنج |
| ۱۳۸۵      | ترش و شیرین         | رضا عطاران               | شبکه سه  |
| ۱۳۸۶      | یک وجب خاک          | علی عبدالعلی زاده        | شبکه سه  |
| ۱۳۸۶      | پنچره               | سید وحید حسینی           | شبکه یک  |
| ۱۳۸۶      | آرزوهای شیرین       | سید وحید حسینی           | شبکه یک  |
| ۱۳۸۷–۱۳۸۶ | پاتوق               | شاهین باباپور            | شبکه یک  |
| ۱۳۸۷      | خط شکن              | مسعود تکاور              | شبکه پنج |
| ۱۳۸۸      | لطفاً دور نزنیم      | مهدی مظلومی              | شبکه پنج |
| ۱۳۸۸      | قفسی برای پرواز     | یوسف سیدمهدوی            | شبکه یک  |
| ۱۳۸۹      | توطئه فامیلی        | رامبد جوان               | شبکه یک  |
| ۱۳۹۰      | ناز و نیاز          | فلورا سام                | شبکه یک  |
| ۱۳۹۰      | رادیو ۷ قصه‌های نامی | محمد صوفی، منصور ضابطیان |          |
| ۱۳۹۰      | شب‌های روشن          | مجید مظفری               | شبکه یک  |
| ۱۳۹۲      | باغ سرهنگ           | فلورا سام                | شبکه پنج |

### فیلم‌های تلویزیونی
| نام فیلم          | سال  | کارگردان      |
| ----------------- | ---- | ------------- |
| بر بال‌های خوشبختی | ۱۳۸۷ | بهروز شعیبی   |
| روزی که مرد شدم   | ۱۳۸۹ | علیرضا خوشبخت |
| بندرعباس          | ۱۳۹۳ | شاهین باباپور |

### مجموعه نمایش خانگی
| نام مجموعه           | سال  | کارگردان       |
| -------------------- | ---- | -------------- |
| فالگیر               | ۱۳۷۷ | کاظم راست‌گفتار |
| رؤیای مرد مرده       | ۱۳۸۳ | سلطانی‌فر       |
| دزدترین دختر شهر     | ۱۳۸۷ | مهدی علمی‌نیا   |
| رد پولو بگیر و بیا   | ۱۳۸۷ | بصیری          |
| کت و شلوار دامادی    | ۱۳۸۸ | فرشاد ارج      |
| نردبان چوبی          | ۱۳۹۰ | فرشاد ارج      |
| لبخند در مراسم ترحیم | ۱۳۹۱ | حسین قناعت     |
| نیمه تاریک ماه       | ۱۳۹۲ | حسین قناعت     |
| کوچه مروارید         | ۱۳۹۳ | سعید سالارزهی  |
| سیگنال موجود است     | ۱۳۹۳ |                |

### تئاتر
- تنبور نواز
- شلیک به تئاتر شهر اردیبهشت ۱۳۹۷